# Kateryna Serdjuk (Skilangläuferin)
Kateryna Serdjuk (gebürtig Zesselska ukrainisch Катерина Сердюк; * 16. September 1989 in Charkiw) ist eine ehemalige ukrainische Skilangläuferin und Biathletin.

## Werdegang
Kateryna Zesselska war von Anfang 2006 bis Anfang 2010 international als Skilangläuferin aktiv. Zunächst nahm sie an unterklassigen FIS-Rennen teil. Erster Höhepunkt wurde die Winter-Universiade 2007 in Pragelato, wo die Ukrainerin 54. über 5 Kilometer Freistil und 31. des Freistil-Sprints wurde. Es folgte das European Youth Olympic Festival in Jaca, bei dem Zesselska Neunte über 5 Kilometer Klassisch und 20. über 7,5 Kilometer Freistil wurde. Einen Monat später folgten die Nordischen Juniorenweltmeisterschaften in Tarvisio, bei denen sie 40. über 5 Kilometer Freistil und 38 im Verfolgungsrennen wurde. Ein Jahr später lief sie bei den Juniorenweltmeisterschaften in Mals auf die Plätze 28 im Freistil-Sprint, 41 über 5 Kilometer Klassisch und 34 über 10 Kilometer Freistil. In Kuusamo debütierte Zesselska im November 2008 in einem Klassik-Sprintrennen im Skilanglauf-Weltcup und wurde 72. Zwei weitere Einsätze im Weltcup folgten bin zum Jahresende in La Clusaz, ein vierter ein Jahr später in Kuusamo. In die Nähe der Punkteränge kam sie nicht. In Yabuli nahm sie erneut an der Winter-Universiade 2009 teil und kam dort auf die Ränge 21 über 15 Kilometer Klassisch, 20 in der Verfolgung, zehn im Freistilsprint und 23 über 5 Kilometer Freistil. Im Skilanglauf-Eastern-Europe-Cup erreichte sie fast zehn Top-Ten-Resultate.
Zur Saison 2010/11 wechselte Zesselska zum Biathlonsport. In Beitostølen debütierte sie bei einem Sprint im IBU-Cup und wurde in ihrem ersten Rennen 58. Schon im folgenden Sprint erreichte sie als 39. die Punkteränge. Ihr bestes Resultat erreichte sie 2011 mit einem 14. Rang in einem Verfolgungsrennen in Obertilliach. Erste Meisterschaften wurden die Biathlon-Europameisterschaften 2011 in Ridnaun. Zesselska kam im Einzel auf den 37. Rang, wurde 43. des Sprints und im Verfolgungsrennen als überrundete Läuferin aus dem Rennen genommen. Ihre beste Platzierung bei der Winter-Universiade 2011 in Erzurum war der 11. Platz im Massenstart. Im Februar 2012 lief sie am Holmenkollen ihr einziges Weltcuprennen und belegte dabei mit vier Schießfehler den 66. Platz im Sprint. Ihr letztes internationales Rennen im Biathlon absolvierte sie bei den Biathlon-Europameisterschaften 2013 in Bansko. Dort errang sie den 40. Platz im Einzel.
Zur Saison 2013/14 wechselte Serdjuk wieder zum Skilanglauf. Dabei gewann sie im September 2013 bei den Rollerskiweltmeisterschaften in Bad Peterstal zusammen mit Maryna Lissohor Bronze im Teamsprint. Bei der Winter-Universiade 2013 in Lago di Tesero holte sie die Goldmedaille mit der Staffel und belegte bei den Olympischen Winterspielen 2014 in Sotschi den 44. Rang im Sprint. Ihre besten Ergebnisse bei den nordischen Skiweltmeisterschaften 2015 in Falun waren der 39. Platz im Sprint und der 11. Platz mit der Staffel und bei der Winter-Universiade 2015 in Štrbské Pleso der sechste Platz mit der Staffel und vierte Rang über 5 km klassisch. Ihre besten Resultate bei den Rollerski-Weltmeisterschaften 2015 im Val di Fiemme waren der zehnte Platz im 19-km-Massenstartrennen und der fünfte Rang zusammen mit Maryna Anzybor im Teamsprint. In ihrer letzten Saison 2017/18 holte sie beim Slavic-Cup in Štrbské Pleso im Sprint ihren einzigen Sieg im Continental-Cup und errang mit drei Top-Zehn-Platzierungen den 20. Gesamtplatz im Eastern-Europe-Cup.

## Siege bei Skilanglauf-Continental-Cup-Rennen
| Nr. | Datum             | Ort           | Disziplin        | Serie      |
| --- | ----------------- | ------------- | ---------------- | ---------- |
| 1.  | 16. Dezember 2017 | Štrbské Pleso | Sprint klassisch | Slavic-Cup |